# Nastavni zavod za javno zdravstvo Primorsko-goranske županije
Nastavni zavod za javno zdravstvo Primorsko-goranske županije zdravstvena je ustanova koja provodi javnozdravstvenu djelatnost na području Primorsko-goranske županije. 
Javnozdravstvena djelatnost obuhvaća epidemiološke mjere nadzora i intervencije, praćenja i analizu zaraznih i nezaraznih bolesti, nadzor nad zdravstvenom ispravnošću namirnica, vode i predmeta opće uporabe, kontinuirani monitoring kvalitete zraka, javnozdravstvenu mikrobiološku djelatnost, analizu zdravstvenih pokazatelja i rada u zdravstvu, preventivne i specifične mjere zdravstvene zaštite školske djece i studenata, provodi javnozdravstvene programe za unapređenje zdravlja stanovnika PGŽ-a. 
Sjedište ZZJZ PGŽ je u Rijeci, a njegove su ispostave u Opatiji, Delnicama, Crikvenici, Rabu, Malom Lošinju i Krku.

## Povijest Zavoda
U Rijeci je ugarsko Ministarstvo poljoprivrede osnovalo Stanicu za kemijska ispitivanja pod nazivom M. KIR. ALLAMI VEGYKISERLETI ALLOMAS - R. UNG. STAZIONE SPERIMENTALE CHIMICA DELLO STATO FIUME. Prema podacima iz riječkih arhiva, kao i prema vijesti objavljenoj u tadašnjim dnevnim novinama "La bilancia", Stanica je počela raditi 8. travnja 1900. godine. Njezin prvi voditelj bio je kraljevski kemičar Luigi Kýnyýki. Ta je stanica bila prva organizirana ustanova javnog zdravstva na ovom području, a današnji Zavod za javno zdravstvo (ZZJZ) Primorsko-goranske županije njezin je izravni sljednik.
Značajni zdravstveni problemi u Rijeci XVIII. i XIX. st. bile su epidemije kuge, kolere, variole te endemska malarija i "škrljevska bolest" u široj okolici grada. Zbog povećanja prometa u luci te pojačane opasnosti od širenja zaraznih bolesti, izgrađena je 1726. godine prva karantenska stanica u zapadnom dijelu grada, koja je bila u funkciji do 1833. godine. Na njezin se rad nastavlja karantena izgrađena u uvali Martinšćica te najnovija, iz šezdesetih godina ovoga stoljeća, na lukobranu u riječkoj luci.
Značajan gospodarski uspon Rijeka je doživjela nakon što je Hrvatsko-ugarskom nagodbom (tzv. "riječka krpica") 1868. godine došla pod izravnu ugarsku upravu. Već 1873. željezničkom je prugom povezana sa Zagebom (Peštom) i Ljubljanom. Riječka je luka postala glavna ugarska luka koja je pred I. svjetski rat, svojim ukupnim prometom, dostigla među lukama Europe zavidno deseto mjesto. Intenzivan gospodarski razvoj pobudio je pojačan interes za znanost, tehniku i umjetnost. Značajnu ulogu u znanosti i tehnici imali su profesori s tadašnje c. i kr. Pomorske vojne akademije. Potaknuto tim razvojem te uvidjevši važnost Rijeke kao granične postaje, ugarsko Ministarstvo poljoprivrede donosi odluku o osnivanju Stanice za kemijska ispitivanja u Rijeci. Od tada pa do današnjih dana možemo, kroz burna razdoblja hrvatske i riječke povijesti, pratiti razvoj ustanova preventivne medicinske zaštite.
Raspadom Austro-Ugarske Monarhije po završetku I. svjetskog rata, Rijeka je, nakon pet burnih godina previranja, 1924. godine pripojena Kraljevini Italiji, dok je područje Sušaka pripalo Kraljevini Jugoslaviji. Ugarska Stanica za kemijska ispitivanja, mijenjajući nazive, nastavila je raditi na novoj lokaciji u Ciottinoj ulici 3 (današnja Barčićeva ul.). Osnivanjem bakteriološkog odjela 1933. godine njezino je djelovanje prošireno, čime je udovoljeno potrebama preventivne zdravstvene zaštite (do tada je mikrobiološke analize radila Gradska bolnica). U razdoblju od 1927. do 1945. godine djelovala je pod nazivom Laboratorio provinciale d'Igiene e Profillassi.
Uspostavom granice na Rječini, Sušak je 1924. godine ostao bez ijedne zdravstvene ustanove. Za to veliko područje Primorja, Gorskog kotara i otoka trebalo je oformiti zdravstvenu službu. Prva javnozdravstvena ustanova, Bakteriološka stanica u Kraljevici, osnovana je 1923. godine, s temeljnim zadatkom suzbijanja malarije.
Pod utjecajem dr. Andrije Štampara, 1926. godine osnovan je Dom narodnog zdravlja u Sušaku koji se u veljači te godine uselio u novoizgrađenu zgradu u Kumičićevoj ulici 8. Ta je ustanova svojim organizacijskim jedinicama pokrila sve tadašnje vodeće javnozdravstvene potrebe. Najvećim uspjehom u radu može se smatrati eliminacija malarije na ovom području u godinama pred II. svjetski rat.
Talijanskom okupacijom Sušaka 1941. godine, Dom narodnog zdravlja većim je dijelom preseljen u Crikvenicu, gdje nastavlja djelovanje na onom dijelu kotara Sušak koji je potpao pod NDH, dok se manji dio, koji je ostao na Sušaku, gasi 1942. godine.
Oslobođenjem u svibnju 1945. godine Dom narodnog zdravlja vraća se na Sušak i odmah nastavlja svoje djelovanje. Laboratorij u Rijeci u tom je razdoblju mogao djelovati u smanjenom obujmu jer je najveći dio stručnih ljudi krajem rata napustio Rijeku. Stručna suradnja ustanova na Sušaku i Rijeci odmah je uspostavljena. Veæ 1949. godine mijenja se organizacija i osniva se Sanitarno-epidemiološka stanica (SES) u Sušaku i Gradska SES u Rijeci. Obje se ustanove 1. siječnja 1950. godine sjedinjavaju u oblasni Higijenski zavod Rijeka. Kadrovski popunjen i organizacijski proširen, Higijenski je zavod u tom razdoblju postigao značajne uspjehe, od kojih možemo navesti eradikaciju malarije i, kao poduhvat jedinstven u svijetu, a u zajednici s Veterinarskom službom, eradikaciju bruceloze na području Istre.
Dom narodnog zdravlja Rijeka osnovan je 1. siječnja 1953. godine. Djelovao je na području općine Rijeka i postigao značajan uspjeh u organizaciji izvanbolničke zdravstvene zaštite koja do tada nije bila posebno organizirana. Organizacijska jedinica Doma zdravlja Rijeka bila je i Higijensko-epidemiološka služba koja je obavljala preventivno-medicinsku zdravstvenu zaštitu. Uvijek prisutno opredjeljenje javnozdravstvenih radnika za jedinstvenu medicinu, prvenstveno brisanjem granica preventivne i kurativne medicine, dovelo je do spajanja Doma narodnog zdravlja i Higijenskog zavoda te osnivanja Zavoda za zaštitu zdravlja Rijeka (ZZZZ) 1. srpnja 1960. godine. Sjedinjavao je svu izvanbolničku zdravstvenu zaštitu općine Rijeka, a u jednom svom dijelu djelovao je i kao kotarska ustanova. Poseban napredak u boljoj organizaciji zdravstvene službe postignut je osnivanjem zdravstvenog centra, savjetodavnog tijela čije je funkcioniranje povjereno ZZZZ-u. Ogroman napredak za preventivnomedicinsku službu postignut je izgradnjom zgrade Zavoda na današnjoj lokaciji u Krešimirovoj 52/A. Prostorne i tehničke mogućnosti stvorile su osnovu za kadrovsko proširenje, čime je ovaj Zavod postao vodeći u našoj državi.
Organizacijskom promjenom, Zavod za zaštitu zdravlja podjeljen je 1982. godine u tri samostalne ustanove, od kojih je jedna današnji Zavod za javno zdravstvo Primorsko-goranske županije. Struktura današnjeg Zavoda omogućuje dalji uzlet u budućem djelovanju. Zavodi, kao osnovne preventivno-medicinske ustanove, uvijek će postojati i u budućnosti im pripada prioritet u očuvanju i unapređenju zdravlja. 

## Vanjske poveznice
- http://www.zzjzpgz.hr/